# Arba Turim
El libro del Arba Turim, (en hebreo: ארבעה טורים) también llamado Tur, es una recopilación de leyes judías (halajot), y fue escrito por el rabino Jacob ben Asher (1270-1340), un siglo después de la redacción de la obra Mishné Torá, del rabino Maimónides, el Rambam. El libro trata únicamente sobre las leyes que son válidas en ausencia del Templo de Jerusalén, el Beit HaMikdash. Las leyes son presentadas en el idioma original en la que estas fueron redactadas y los autores son citados por su nombre. El libro es un resumen de las deliberaciones de los sabios judíos de la época (los jajamim) de Francia, Europa del Este y España.

## Estructura interna de la obra
La obra sirvió luego de base para la redacción del Shulján Aruj, la obra del rabino Joseph Caro, la cual se basa notablemente en su estructura interna, y está dividida en cuatro secciones:
Oraj Jaim: trata sobre el comportamiento diario del hombre; las plegarias, las Tzitzit, las Tefilín, el Shabat, y las festividades judías.
Yoré Deá: trata sobre las leyes de los alimentos impuros, el sacrificio ritual, las leyes alimentarias (la cashrut), los periodos de impureza de la mujer, las abluciones, los votos, las confesiones, los rollos de la Torá, etcétera.)
Even HaEzer: trata sobre las leyes relativas a la familia, las leyes del matrimonio y el divorcio.
Joshen Mishpat: trata sobre el código penal, las leyes relativas a las finanzas, y los tribunales rabínicos, los Bet Din.

## Comentaristas del libro
Estos son algunos de los principales comentaristas del libro:
- El rabino José Karo (el autor del Shulján Aruj).
- El rabino Moisés Isserles.
- El rabino Joel Sirkis.
- El rabino Yehoshua Falk HaCohen.